# Métropole de Sisanion et Siatista
La Métropole de Sisanion et Siatista (en grec byzantin : Ιερά Μητρόπολις Σισανίου και Σιατίστης) est un évêché du Patriarcat œcuménique de Constantinople provisoirement autorisé à participer à la vie synodale de l'Église orthodoxe de Grèce. Elle a son siège à Siatista et étend sa juridiction sur la partie du district régional de Kozani qui se trouve à l'ouest du mont Askio (en).

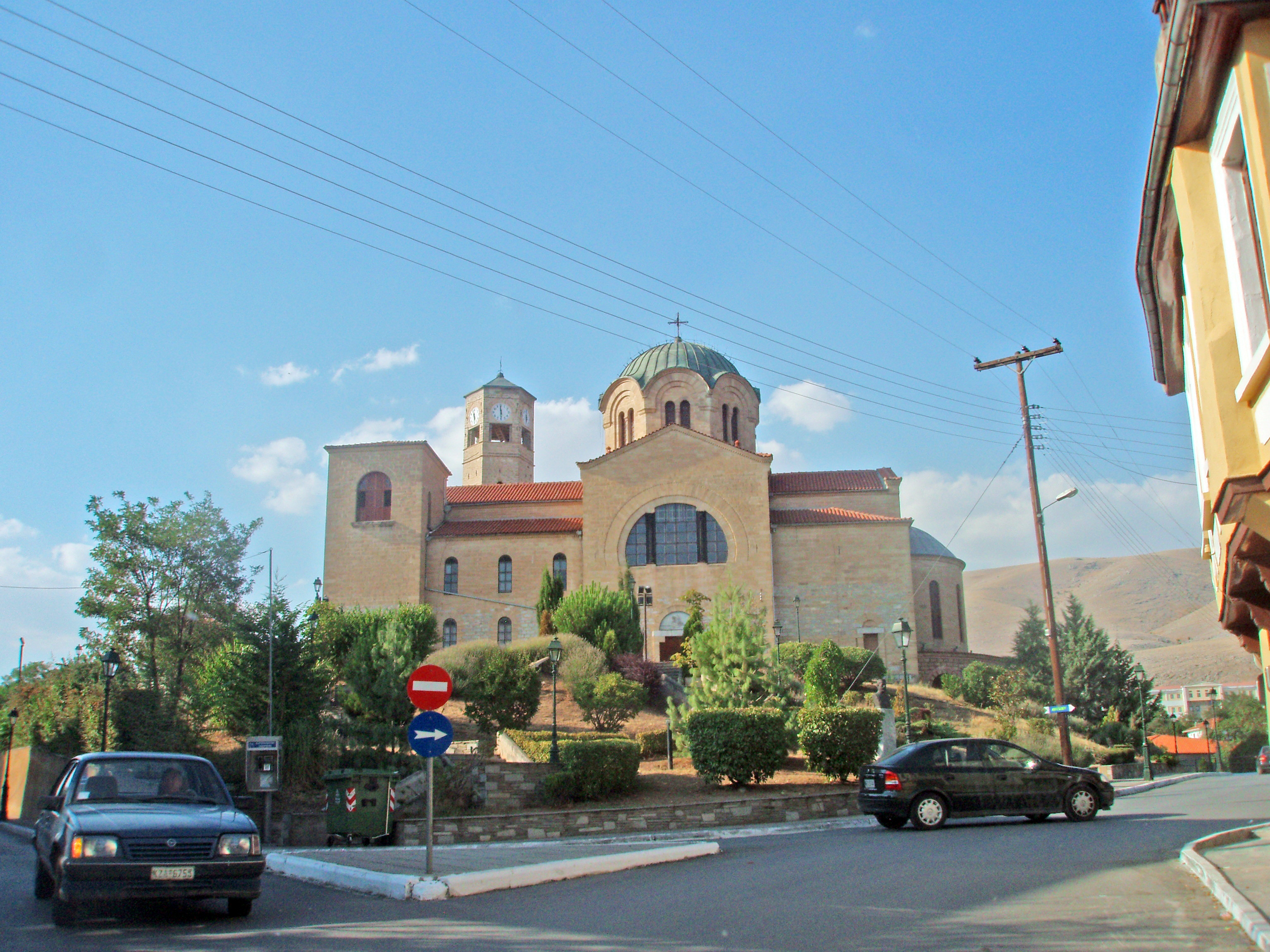
La cathédrale Saint-Démétrios de Siatista.

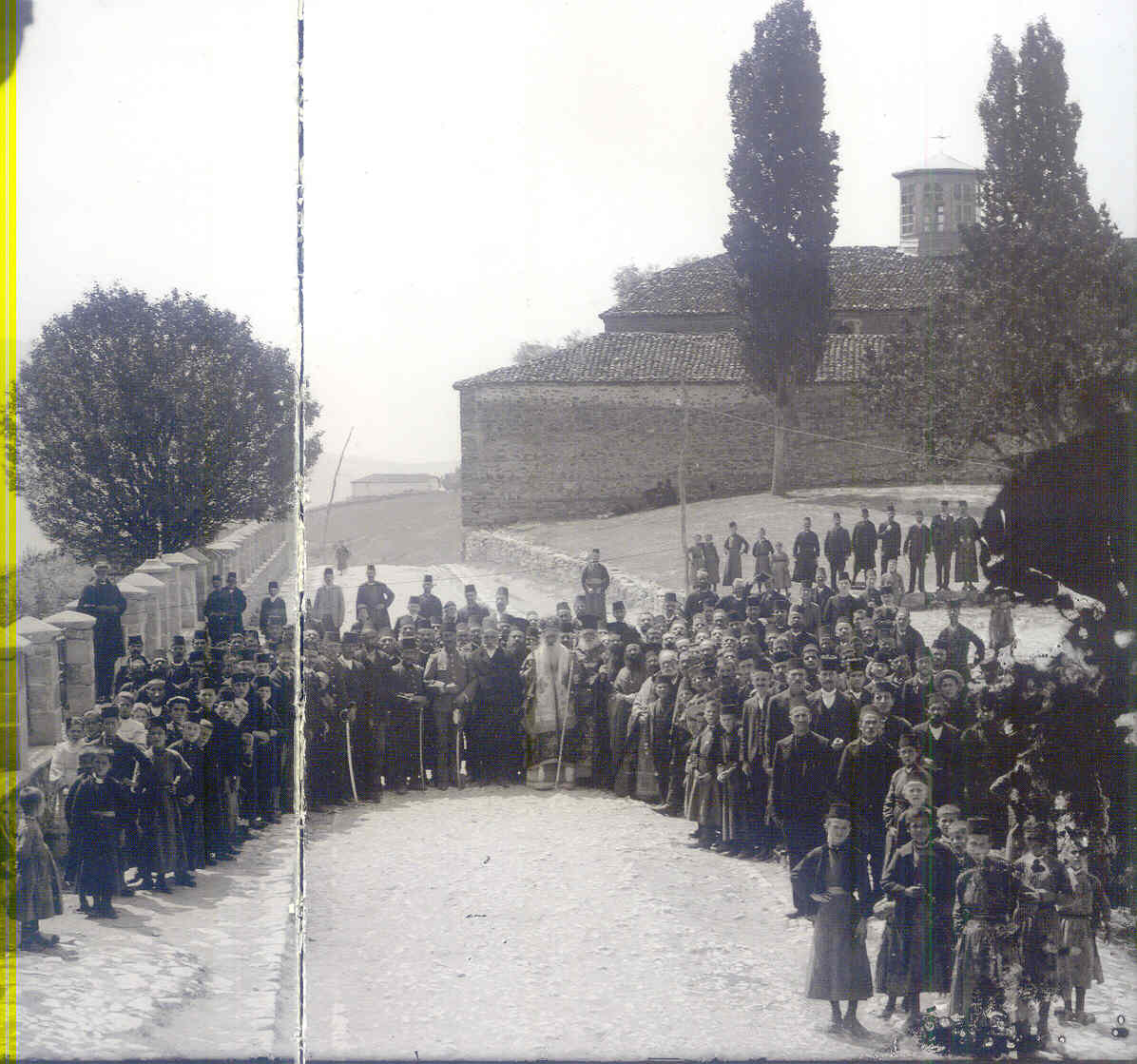
L'ancienne cathédrale Saint-Démétrios, qui a brûlé en 1910.

## La cathédrale
- C'est l'église Saint-Démétrios de Siatista.

## Les métropolites
- Antoine (né Kobos à Argos en 1920), de 1974 à 2006.
- Paul (né Ioannou à Chalkis en 1937), de 2006 à 2019.
- Athanase (né Giannoulas à Athènes en 1971), depuis 2019.

## Le territoire
Il compte 87 paroisses dont : 
- Siatista (2 paroisses)
- Aliakmonas (1 paroisse)
- Galatini (el) (1 paroisse)
- Damaskiniá (1 paroisse)
- Dilophos (en) (1 paroisse)
- Dryovouno (1 paroisse)
- Eratyra (en) (1 paroisse)
- Koryphi (en) (1 paroisse)
- Molocha (1 paroisse)
- Morphi (1 paroisse)
- Neápoli (1 paroisse)
- Nostimo (1 paroisse)
- Omali (el) (1 paroisse)
- Pelekános (1 paroisse)
- Pendálofos (1 paroisse)
- Polykástano (1 paroisse)
- Sisani (1 paroisse)
- Skalochorio (1 paroisse)
- Tsotýli (1 paroisse)
- Vlasti (1 paroisse)
- Vronti (1 paroisse)

## Les solennités locales
- La fête de Saint-Démétrios, le 26 octobre.

## Les monastères

### Monastères d'hommes
- Monastère de la Dormition de la Mère de Dieu près de Siatista, fondé au XVIIIe siècle.
- Monastère de la Trinité près de Pendalophos, fondé au XVIIIe siècle.

## Les sources
- Diptyques de l'Église de Grèce, Diaconie apostolique, Athènes (chaque année).
- Wikipédia en grec, en anglais.